# Sulaiman d'Armènia
Sulayman fou ostikan d'Armènia des de vers el 755.
Baspracània s'havia separat del govern patrici d'Armènia i havia quedat sota domini dels Arzerunis i l'ostikan va dirigir cap allí una expedició devastadora. Isaac i Hamazaspes Arzeruni li van fer front però foren derrotats i Hamazasp fou greument ferit i després mort. Isaac va morir combatent. Però un tercer germà, Gagik Arzeruni es va apoderar de Sulayman i el va matar.
Sulayman encara és esmentat com a impulsor de la candidatura de Sió de Bavonq al patriarcat el 766. Li succeí Sàlih ibn Subai al-Kindí.